# Maryna Viazovska
Maryna Sergiivna Viazovska (tiếng Ukraina: Марина Сергіївна Вязовська; sinh ngày 2 tháng 12 năm 1984) là một nhà toán học người Ukraina được biết đến với công việc của cô trong lý thuyết xếp hình cầu. Cô là giáo sư chính thức và là trưởng bộ môn Lý thuyết số tại Viện Toán học của École Polytechnique Fédérale de Lausanne ở Thụy Sĩ. Cô đã được trao Huy chương Fields vào năm 2022.

## Tiểu sử
Viazovska sinh ra ở Kyiv, là chị cả trong gia đình có ba chị em gái. Cha cô là một nhà hóa học làm việc tại nhà máy sản xuất máy bay Antonov và mẹ cô là một kỹ sư. Cô theo học tại một trường trung học chuyên dành cho học sinh đạt thành tích cao về khoa học và công nghệ, Trường khoa học tự nhiên Kyiv số 145. Viazovska đã tham gia các cuộc thi Olympic toán học trong nước khi cô còn học trung học, đứng thứ 13 trong cuộc thi quốc gia nơi 12 học sinh được chọn vào trại huấn luyện trước khi một đội sáu thành viên tham dự Olympic Toán học quốc tế được chọn. Cô tốt nghiệp Đại học quốc gia Taras Shevchenko ở Kiev trước khi lấy bằng thạc sĩ tại Đại học Kaiserslautern và bằng tiến sĩ tại Đại học Bonn, Đức. Hiện cô đang là giáo sư tại Viện Công nghệ liên bang Thụy Sĩ ở thành phố Lausanne.